# Pinheiro Machado (Santa Maria)
Pinheiro Machado é um bairro do distrito da sede, no município gaúcho de Santa Maria, Brasil. Localiza-se na região oeste da cidade.
O bairro Pinheiro Machado possui uma área de 3,5728 km² que equivale a 2,93% do distrito da Sede que é de 121,84 km² e  0,1994% do município de Santa Maria que é de 1791,65 km².

## História
O bairro, cujo nome é em referência a unidade residencial Parque Pinheiro Machado, já existia em 1986 com o nome de Parque Pinheiro Machado. Em 2006, quando da nova divisão em bairros do distrito da Sede,o Pinheiro Machado, alem de ter seu nome simplificado para o atual, perdeu área com a criação dos bairros São João - cuja área fora toda subtraída do Pinheiro Machado - e Boi Morto - que levou parte do Pinheiro Machado e parte de área sem-bairro.

## Limites
Limita-se com os bairros: Agroindustrial, Boi Morto, Juscelino Kubitschek, Renascença, São João, Tancredo Neves.
Descrição dos limites do bairro: A delimitação inicia no eixo da Rodovia BR-287, num ponto da projeção do eixo da Rua João Lino Pretto, segue-se a partir daí pela seguinte delimitação: eixo da Rodovia BR-287, no sentido sudeste; eixo da Estrada Municipal Capitão Vasco da Cunha, no sentido sul; eixo da Rodovia BR-158, no sentido oeste, até encontrar um ponto da projeção da divisa leste dos lotes que confrontam ao oeste com a Rua Dario Prates Rodrigues, do Conjunto Habitacional Tancredo Neves;  pelo fundo destes lotes, no sentido norte; eixo da Rua Rio Grande do Norte, no sentido noroeste; eixo da Rua Pedro Luiz da Silva, no sentido norte; eixo da Rua João Lino Pretto, até alcançar um ponto do eixo da Rodovia BR-287, início desta demarcação.

## Unidades residenciais
O bairro Pinheiro Machado, pertencente ao distrito da Sede, é uma unidade de vizinhança que contém as seguintes unidades residenciais:
| # | Unidade residencial                 | Localização                       | Limites | Obs.       |
| - | ----------------------------------- | --------------------------------- | --- | ---------- |
| 1 | Loteamento Bela Vista               | 29° 41' 55.86" S 53° 52' 06.90" O | A unidade residencial urbana que confronta ao leste com a Rua “19”, limita ao norte com o Loteamento Parque Pinheiro Machado e ao sul com a Vila São Serafim. |            |
| 2 | Parque Residencial Pinheiro Machado | 29° 41' 41.24" S 53° 52' 03.38" O | A unidade residencial urbana que limita ao norte com a Rua João Lino Pretto e BR-287; a leste, com a Estrada Municipal Capitão Vasco da Cunha; ao sul, com Parque Residencial Lopes e a Rua Rio Grande do Norte; ao oeste, com o fundo dos lotes que confrontam ao leste com a Rua Pedro Luiz da Silva. | [ Obs. 1 ] |
| 3 | Parque Residencial Lopes            | 29° 42' 08.41" S 53° 51' 16.05" O | A unidade residencial urbana que confronta a leste com a Estrada Municipal Capitão Vasco da Cunha e limita ao norte, com o Parque Residencial Pinheiro Machado e ao sul com a Vila Rossi. | [ Obs. 2 ] |
| 4 | Pinheiro Machado                    |                                   | Toda a área do perímetro do bairro Pinheiro Machado sem denominação específica. |            |
| 5 | Vila Ecologia                       | 29° 41' 57.79" S 53° 51' 46.69" O | A unidade residencial urbana que se localiza dentro do Parque Pinheiro Machado e confronta ao norte com a Rua Rio Grande do Norte, no prolongamento das Ruas Macapá, Renato P. da Cunha e a Avenida Brasil.                                                                                             | [ Obs. 3 ] |
| 6 | Vila Rossi                          | 29° 42' 23.44" S 53° 51' 28.52" O | A unidade residencial urbana que confronta a leste com a Estrada Municipal Capitão Vasco da Cunha e limita a norte com o Parque Residencial Lopes e a sul com a Rodovia BR-158. | [ Obs. 4 ] |
| 7 | Vila São Serafim                    | 29° 42' 07.22" S 53° 51' 53.54" O | A unidade residencial urbana que confronta ao sul e sudeste com a Rua Florianópolis, ligando com a BR-158 e limita ao norte com o Loteamento Bela Vista. | [ Obs. 5 ] |

1. ↑  O principal acesso se dá pela BR-287. A maior parte de suas ruas tem nome de estados e capitais brasileiros. Maranhão, Porto Alegre,...
2. ↑  O acesso principal se dá pela Estrada Municipal Capitão Vasco da Cunha. Suas ruas tem nome de Letras: Rua A, Rua B, Rua C,...
3. ↑  O acesso principal se dá pelo sul da Rua Brasil, onde localiza-se Vila Ecologia.
4. ↑  O acesso principal se dá pela Estrada Municipal Capitão Vasco da Cunha. Suas ruas tem nome de lugares: Rua Florianópolis, Rua Distrito Federal, Rua Bela Vista.
5. ↑  Suas ruas tem nome de letras e números: Rua 1, Rua C, Rua 7...

## Demografia

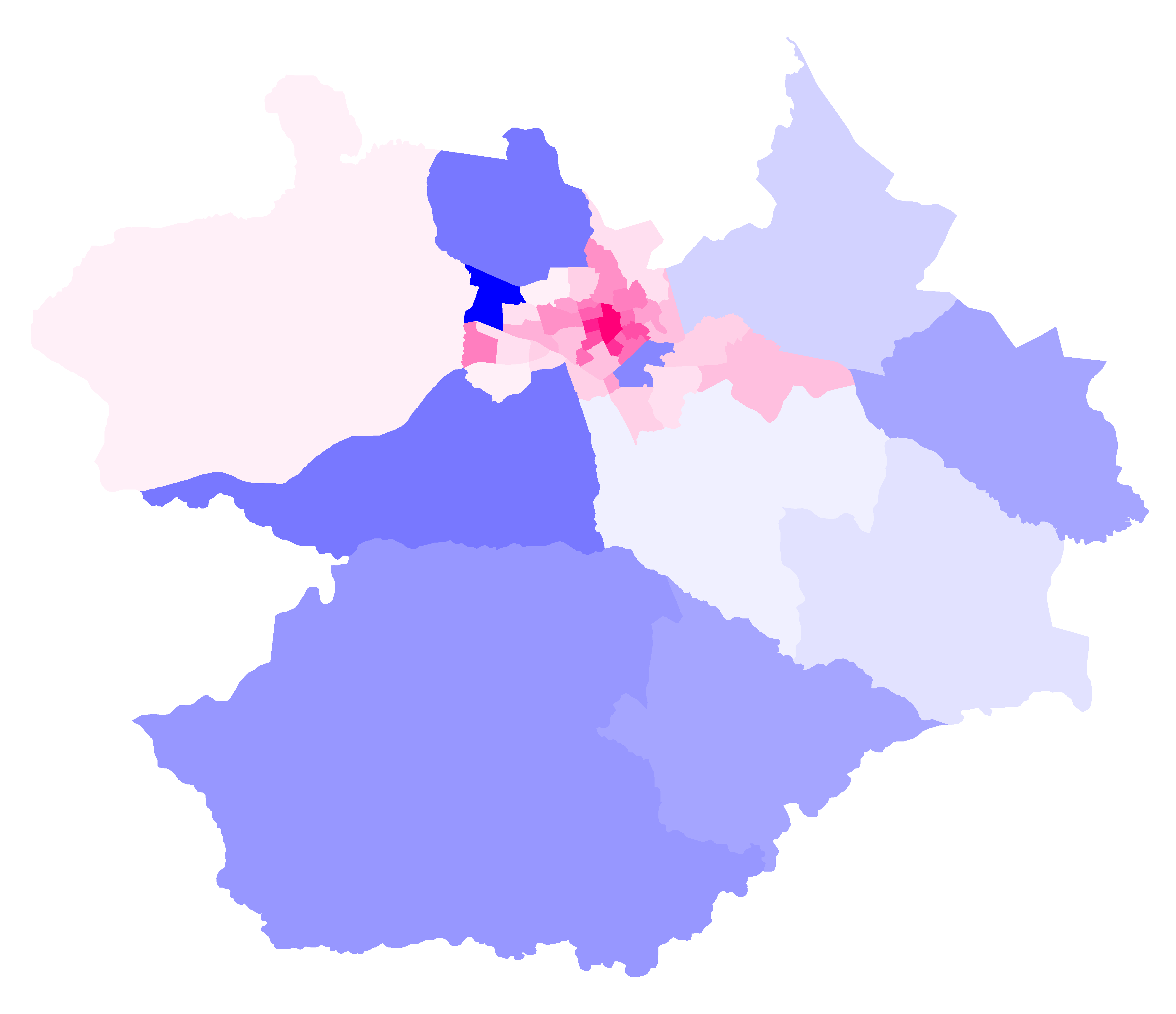
Mapa do município de Santa Maria com as divisões em bairros. Em escalas de azul os bairros com predominância masculina e em escalas de rosa os bairros com predominância feminina. Observa-se que quanto melhor a infraestrutura e o acesso a ela mais convidativo o bairro é para a população feminina. E, reciprocamente, podemos reconhecer os bairros com melhor infraestrutura observando onde a população feminina está concentrada.

Segundo o censo demográfico de 2010, Pinheiro Machado é, dentre os 50 bairros oficiais de Santa Maria:
- Um dos 41 bairros do distrito da Sede.
- O 6º bairro mais populoso.
- O 22º bairro em extensão territorial.
- O 21º bairro mais povoado (população/área).
- O 46º bairro em percentual de população na terceira idade (com 60 anos ou mais).
- O 18º bairro em percentual de população na idade adulta (entre 18 e 59 anos).
- O 14º bairro em percentual de população na menoridade (com menos de 18 anos).
- Um dos 39 bairros com predominância de população feminina.
- Um dos 20 bairros que registraram moradores com 100 anos ou mais, com um total de 2 habitantes femininos.

Distribuição populacional do bairro
1. Total: 10.943 (100%)
  1. Urbana: 10.943 (100%)
  2. Rural: 0 (0%)
2. Homens: 5.376 (49,13%)
  1. Urbana: 5.376 (100%)
  2. Rural: 0 (0%)
3. Mulheres: 5.567 (50,87%)
  1. Urbana: 5.567 (100%)
  2. Rural: 0 (0%)